# Stjepan Deverić
Stjepan Deverić (Nagygorica, 1961. augusztus 20. –) olimpiai bronzérmes jugoszláv válogatott horvát labdarúgó, csatár.

## Pályafutása

### Klubcsapatban
1979 és 1984 között a Dinamo Zagreb, 1984 és 1987 között a Hajduk Split, 1987 és 1991 között ismét a Dinamo Zagreb labdarúgója volt. 1991 és 1993 között az osztrák Sturm Graz csapatában szerepelt. 1993–94-ben az SV Lebring együttesében fejezte be az aktív labdarúgást.

### A válogatottban
1982 és 1984 között hat alkalommal szerepelt a jugoszláv válogatottban és öt gólt szerzett. Tagja volt 1982-es spanyolországi világbajnokságon és az 1984-es franciaországi Európa-bajnokságon részt vevő csapatnak. Az 1984-es Los Angeles-i olimpián bronzérmet szerzett a válogatottal.

## Sikerei, díjai
Jugoszlávia
- Olimpiai játékok
  - bronzérmes: 1984, Los Angeles

 Dinamo Zagreb
- Jugoszláv bajnokság
  - bajnok: 1981–82
- Jugoszláv kupa
  - győztes: 1980, 1983

 Hajduk Split
- Jugoszláv kupa
  - győztes: 1987